# Zygophyllum
Zygophyllum, auch Jochblatt genannt, ist eine Pflanzengattung in der Familie der Jochblattgewächse (Zygophyllaceae). Die etwa 150 Arten sind weitverbreitet.

## Beschreibung

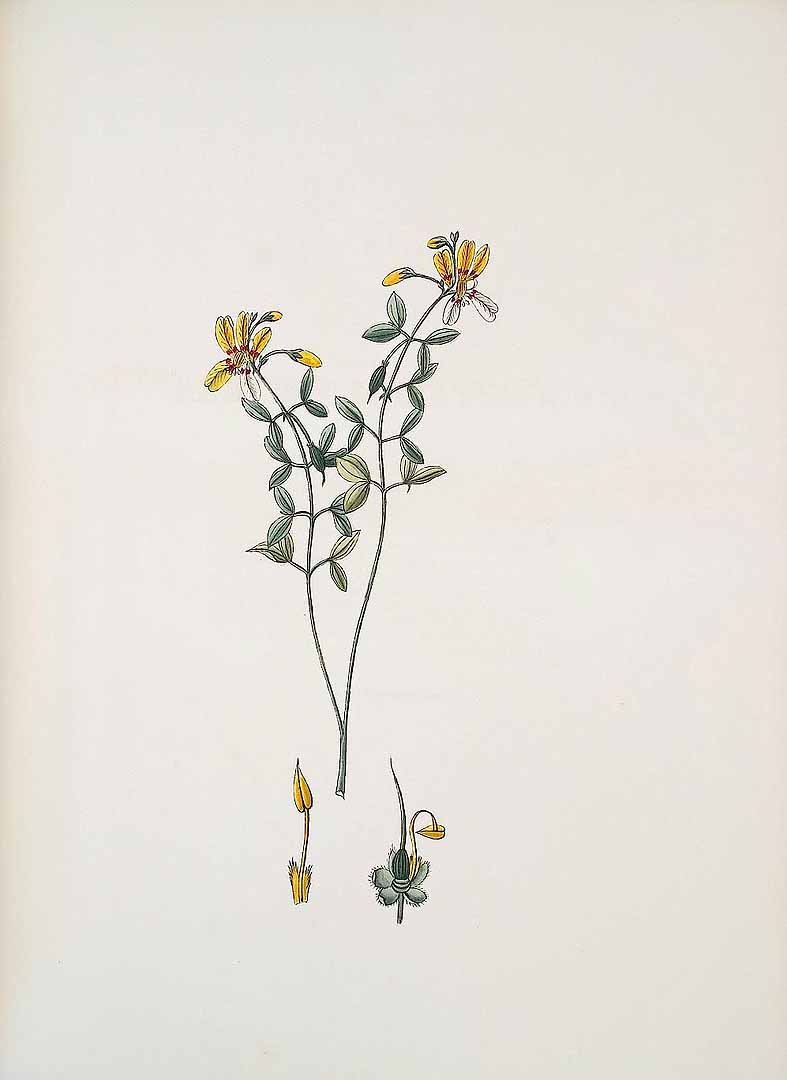
Illustration von Zygophyllum foetidum

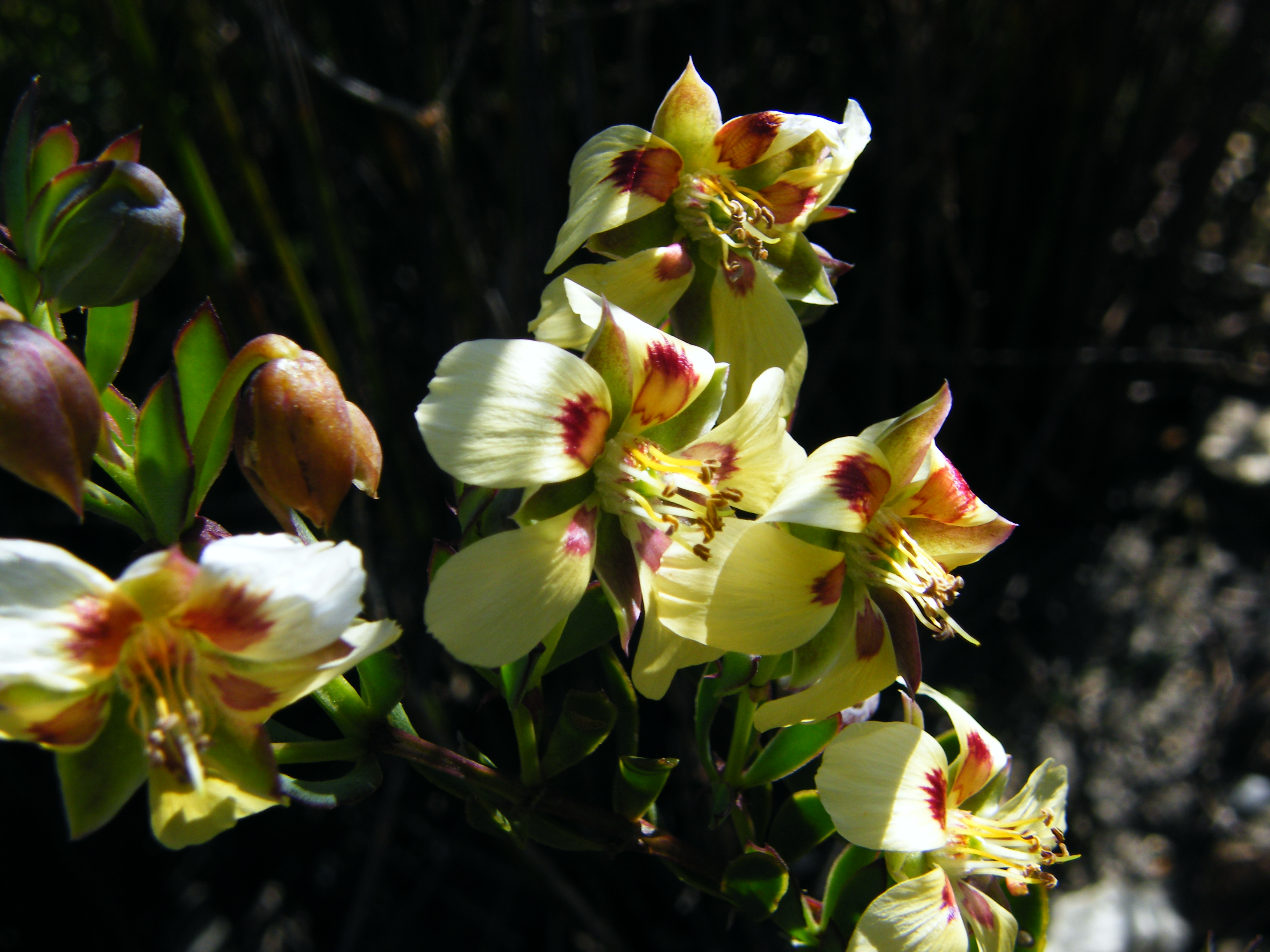
Blüten von Zygophyllum flexuosum

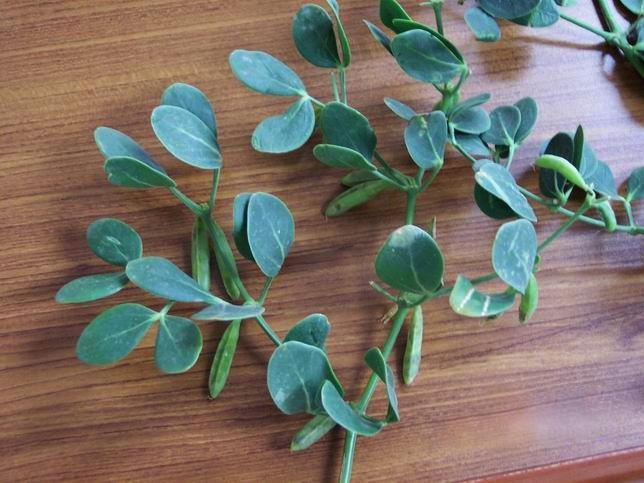
Zweig mit Laubblättern und Früchten des Bohnenähnlichen Jochblattes (Zygophyllum fabago)

### Erscheinungsbild und Laubblätter
Zygophyllum-Arten wachsen oft als mehr oder weniger niedrige, vielstämmige Halbsträucher, die Wuchshöhen von etwa 1 Meter erreichen, oft als ausdauernde, selten als kriechende, einjährige krautige Pflanzen. Viele Arten sind xerophytische, sukkulente Pflanzen, die trockenheits- und salztolerant sind und so an aride Klimate angepasst sind. Manchmal bilden die Zweige ein Gewirr, manchmal auch mit anderen Pflanzenarten.
Die Laubblätter sind gegenständig, es kann jedoch eines der beiden Blätter reduziert sein und so kann der Eindruck von wechselständig entstehen. Es können mehr oder weniger kurze Blattstiele vorhanden sein oder fehlen. Die flachen oder stabähnlichen, fleischigen oder ledrigen Blattspreiten sind oft zweiteilig oder seltener einteilig oder selten mehrteilig. Die Blattabschnitte sind je nach Art sehr unterschiedlich in Form und Größe. Die Laubblätter fallen bei zu trockenen Bedingungen ab. Oft auffällig in dieser Gattung sind die Nebenblätter, die häutig, krautig oder zu Dornen umgebildet sein können.

### Blüten
Die gestielten Blüten stehen einzeln oder paarweise in den Blattachseln. Die zwittrigen Blüten sind radiärsymmetrisch, selten vier-, meist fünfzählig mit doppelter Blütenhülle. Die meist fünf etwas fleischigen Kelchblätter sind an ihrer Basis verwachsen und am Rand häutig; sie sind haltbar oder bei wenigen Arten fallen sie früh ab. Die selten vier, meist fünf freien Kronblätter sind oft genagelt, breit verkehrt-eiförmig, elliptisch, spatelförmig oder selten löffelförmig. Bei wenigen Arten fehlen Kronblätter. Die Farben der Kronblätter reichen von hell-orangefarben bis gelb oder weiß, oft mit einer roten Zeichnung in Richtung ihrer Basis oder mit roten Adern gestreift oder sie sind an den Rändern heller. Es ist ein ring-, becherförmiger oder konkaver, acht- oder zehnkantiger, fleischiger Diskus vorhanden, manchmal ist er auch deutlich drei- bis fünflappig oder -teilig von den des Fruchtknotenkammern ausgehend; auf ihm sitzen die Staubblätter. Es sind zwei Kreise mit je vier oder fünf Staubblättern vorhanden; selten sind nur insgesamt vier oder sechs Staubblätter vorhanden. Die freien, fadenförmigen Staubfäden sind meist länger als die Kronblätter und besitzen meist häutige, schuppenförmige Anhängsel an ihrer Basis, selten fehlen sie. Die Staubbeutel sind länglich-eiförmig oder gerundet. Drei bis fünf Fruchtblätter sind zu einem oberständigen, drei- bis fünfkammerigen Fruchtknoten verwachsen. Jede Fruchtknotenkammer enthält zwei oder mehr hängende Samenanlagen. Der pfriemliche, kantige Griffel, der kürzer oder länger als der Fruchtnoten ist, endet in einer winzigen, mehr oder weniger kugeligen bis gelappten Narbe.

### Früchte und Samen
Es werden Kapselfrüchte oder Spaltfrüchte gebildet. Die Kapselfrüchte sind je nach Art unterschiedlich; wenn sie trocken sind, dann sind sie oft gefurcht oder glatt (beispielsweise Zygophyllum flexuosum), drei- bis fünfkantig oder geflügelt (beispielsweise Zygophyllum morgsana). Die Spaltfrüchte zerfallen in zwei oder mehr Teilfrüchte. In jedem Fruchtfach befinden sich ein, wenige bis einige Samen. Die Samen enthalten Endosperm und einen geraden Embryo mit zwei länglichen Keimblättern (Kotyledonen).

## Vorkommen
Die etwa 150 Zygophyllum-Arten besitzen ein weites Verbreitungsgebiet vom Mittelmeerraum bis Zentralasien und Afrika, außerdem in Australien, den südwestlichen USA sowie in Chile. In China kommen etwa 19 Arten vor. Etwa 60 Arten kommen in Afrika südlich der Sahara vor. Davon sind etwa 47 Arten im südlichen Afrika, in Südafrika, Namibia, Botswana, Lesotho und Eswatini beheimatet.
In der Capensis kommen Arten in Winter- und Sommerregengebieten vor. Von den in der Capensis vorkommenden Arten gedeihen die meisten in den Biomen Nama-Karoo und Sukkulenten-Karoo, die beide arid sind. Die Gariep-Region ist das Zentrum der Artenvielfalt und des Endemismus für die südafrikanischen Zygophyllum-Arten. Die meisten Endemiten befinden sich in der nordwestlichen Ecke der südafrikanischen Provinz Nordkap und angrenzenden Gebieten in der südwestlichen Ecke Namibias.
Zygophyllum-Arten gedeihen in vielen Wüsten und Halbwüsten der Welt. Beispielsweise besiedelt Zygophyllum stapfii extrem trockene Standorte der Namib. Die Arten gedeihen in den unterschiedlichsten Habitaten an Hängen, Trockenflüssen, auf Bergrücken, am Straßenrand und auf grobsandigen, kalkreichen sowie salzigen Böden.

## Systematik
Die Gattung Zygophyllum wurde 1753 durch Carl von Linné in Species Plantarum, Tomus I, S. 385–386 aufgestellt. Typusart ist Zygophyllum fabago L.  Der Gattungsname Zygophyllum ist aus dem Griechischen abgeleitet, von ζυγόν zygon für Joch und φυλλον phyllon für Blatt und bezieht sich dabei auf die gegenständigen Laubblätter und Blattabschnitte, die viele Arten besitzen. Synonyme für Zygophyllum L. sind: Halimiphyllum (Engl.) Boriss., Miltianthus Bunge, Sarcozygium Bunge. Die Gattung Zygophyllum gehört zur Unterfamilie Zygophylloideae innerhalb der Familie der Zygophyllaceae. Der Umfang der Gattung wird kontrovers diskutiert. Oft sind die südafrikanischen und australischen Arten in die Gattung Roepera A.Juss. ausgegliedert. Doch Bellstedt et al. 2008 bezeichnen die Abtrennung der beiden Gattungen Tetraena und Roepera für verfrüht. Nach Christenhusz und Byng, 2018 sind auch die Arten der Gattung Fagonia in Zygophyllum einzuordnen. Danach sind Agophyllum Neck., Agrophyllum Neck., Augea Thunb., Fabago Mill., Fagonia Tourn. ex L., Halimiphyllum (Engl.) Boriss., Petrusia Baill., Piotes Sol. ex Britten, Sarcozygium Bunge, Tetraena Maxim. Synonyme von Zygophyllum L.

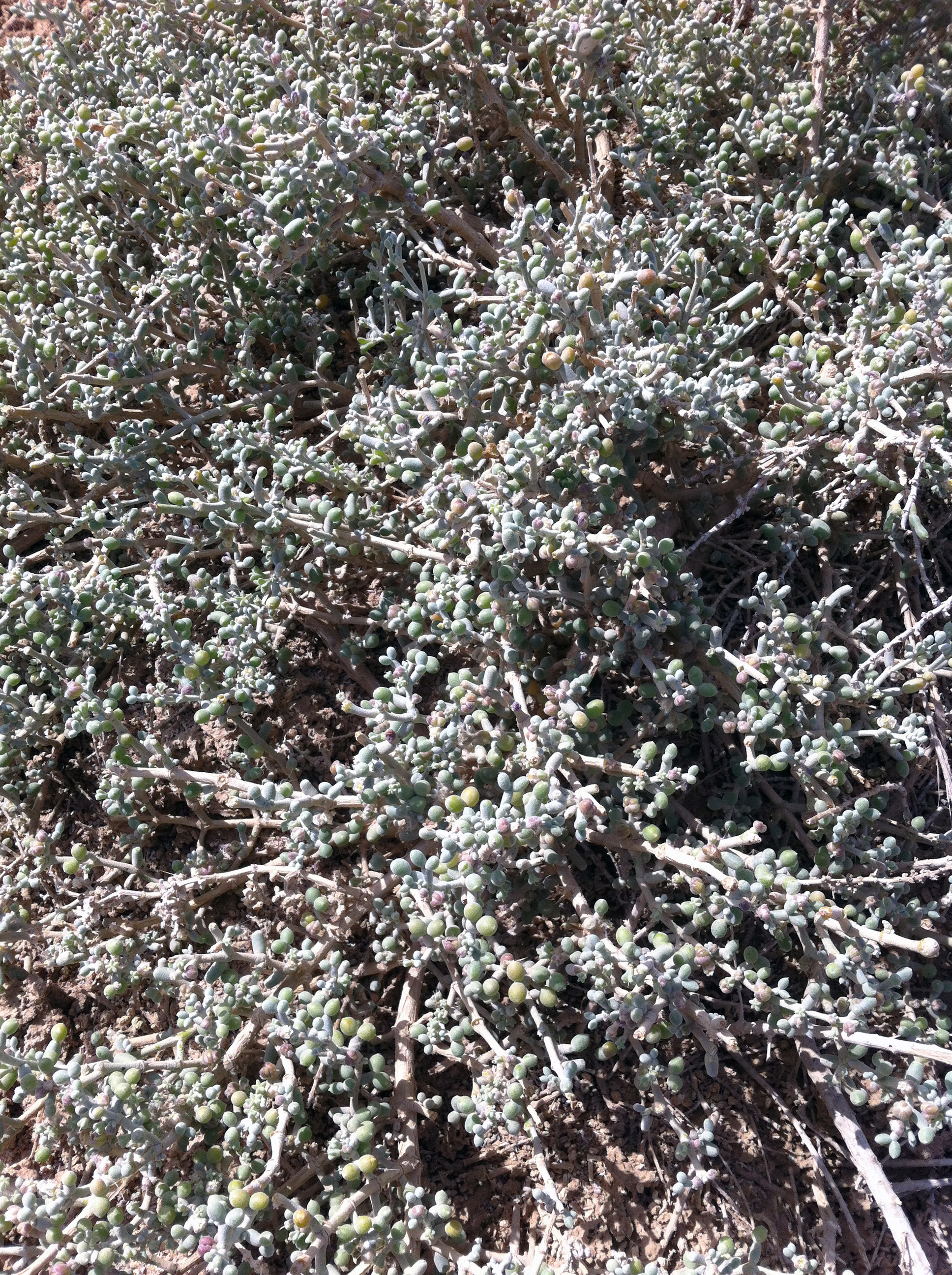
Zygophyllum album

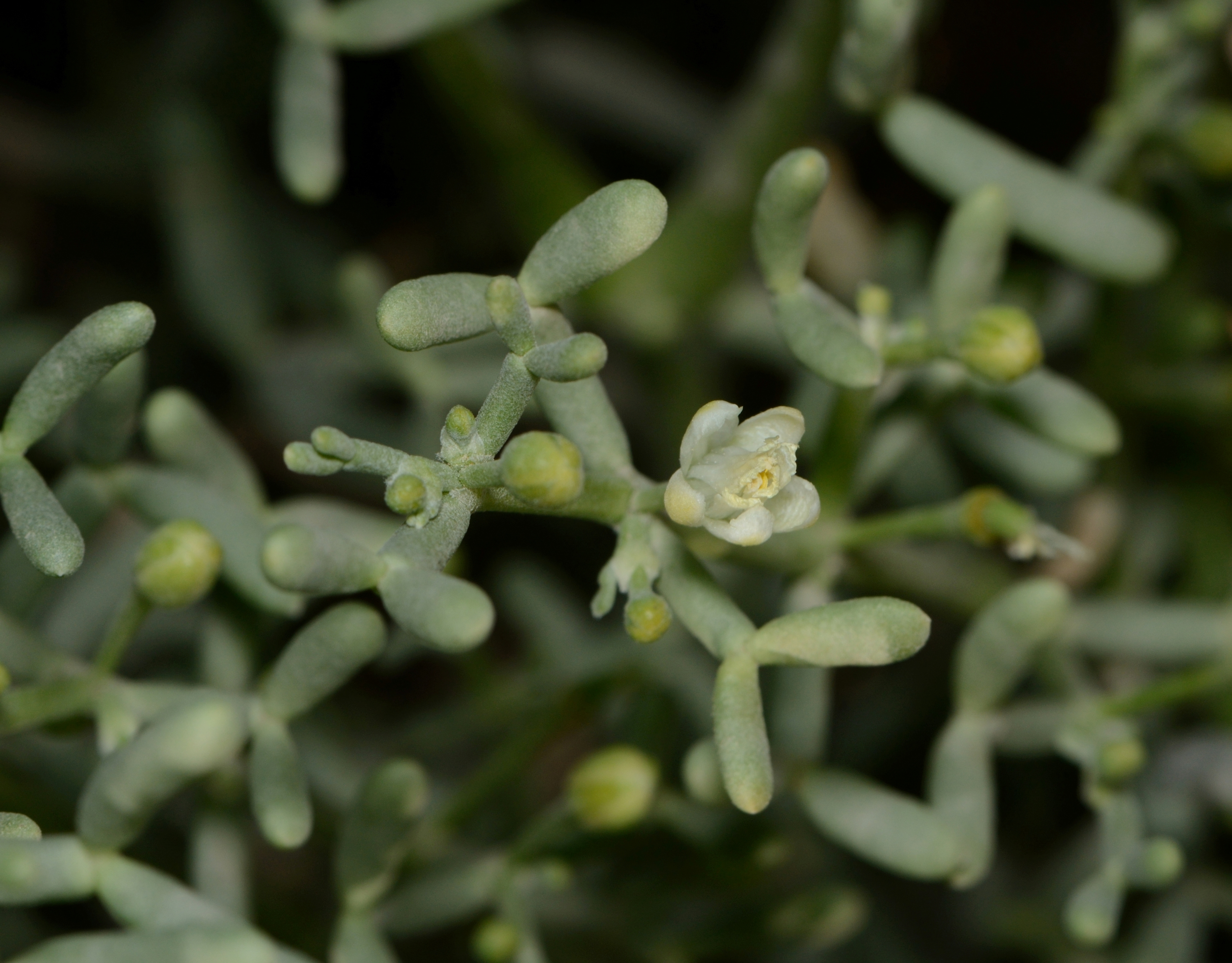
Zygophyllum coccineum

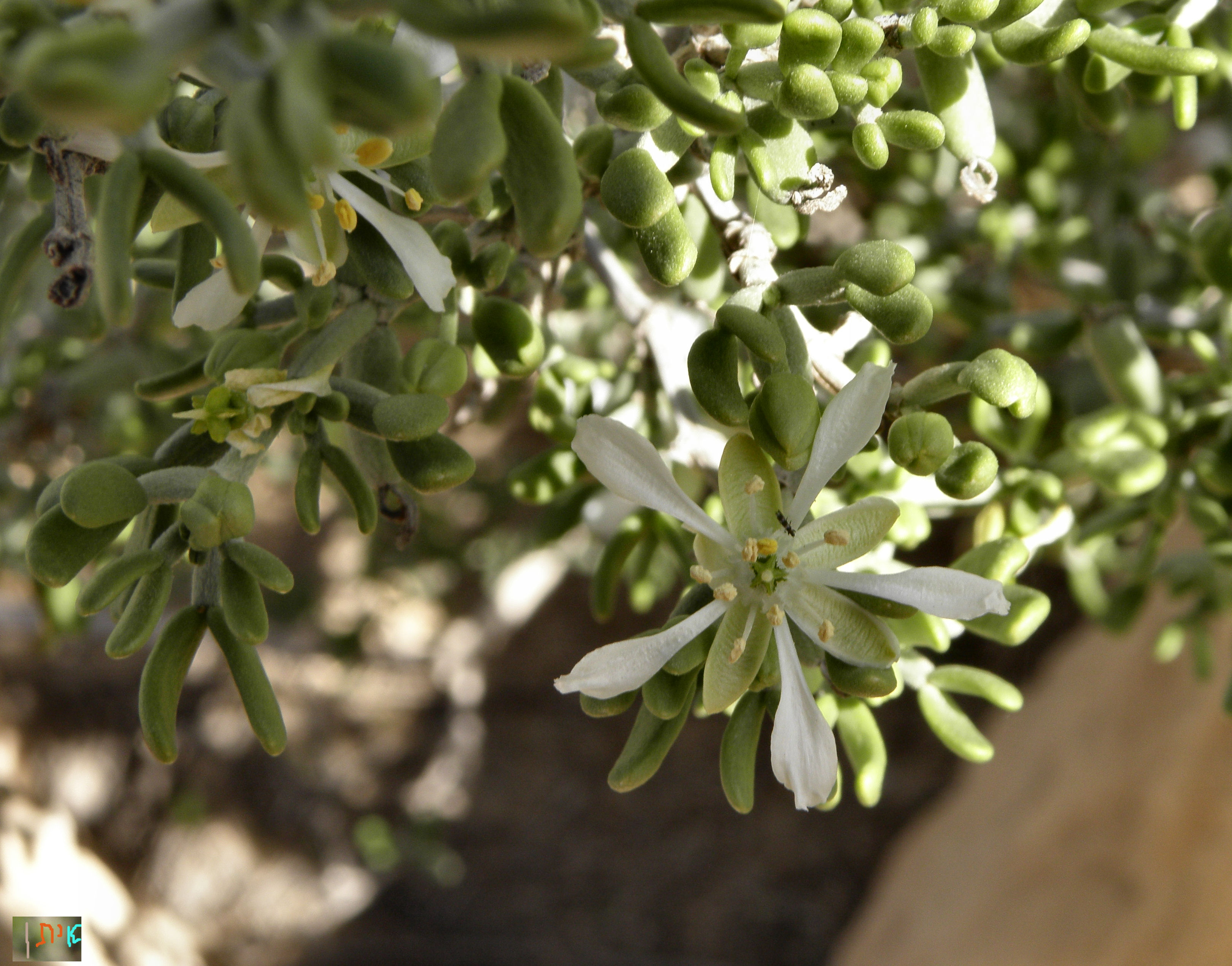
Blüten von Zygophyllum dumosum

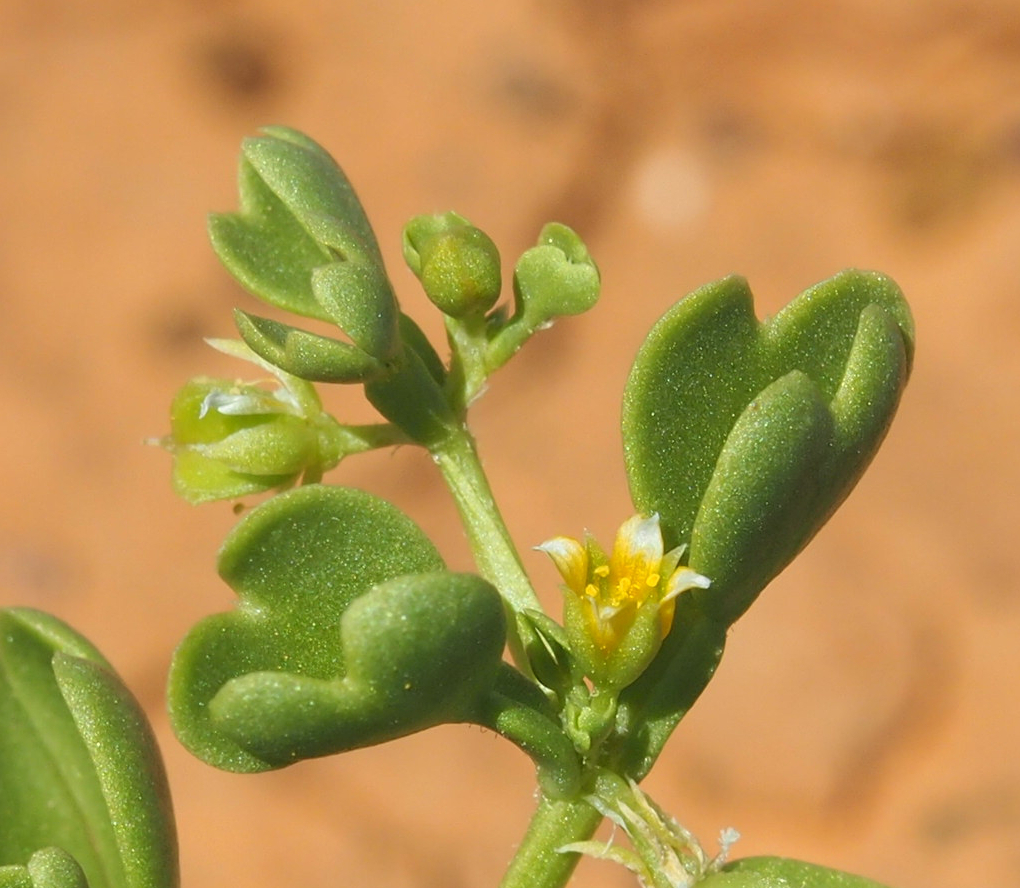
Blüte von Zygophyllum eremaeum

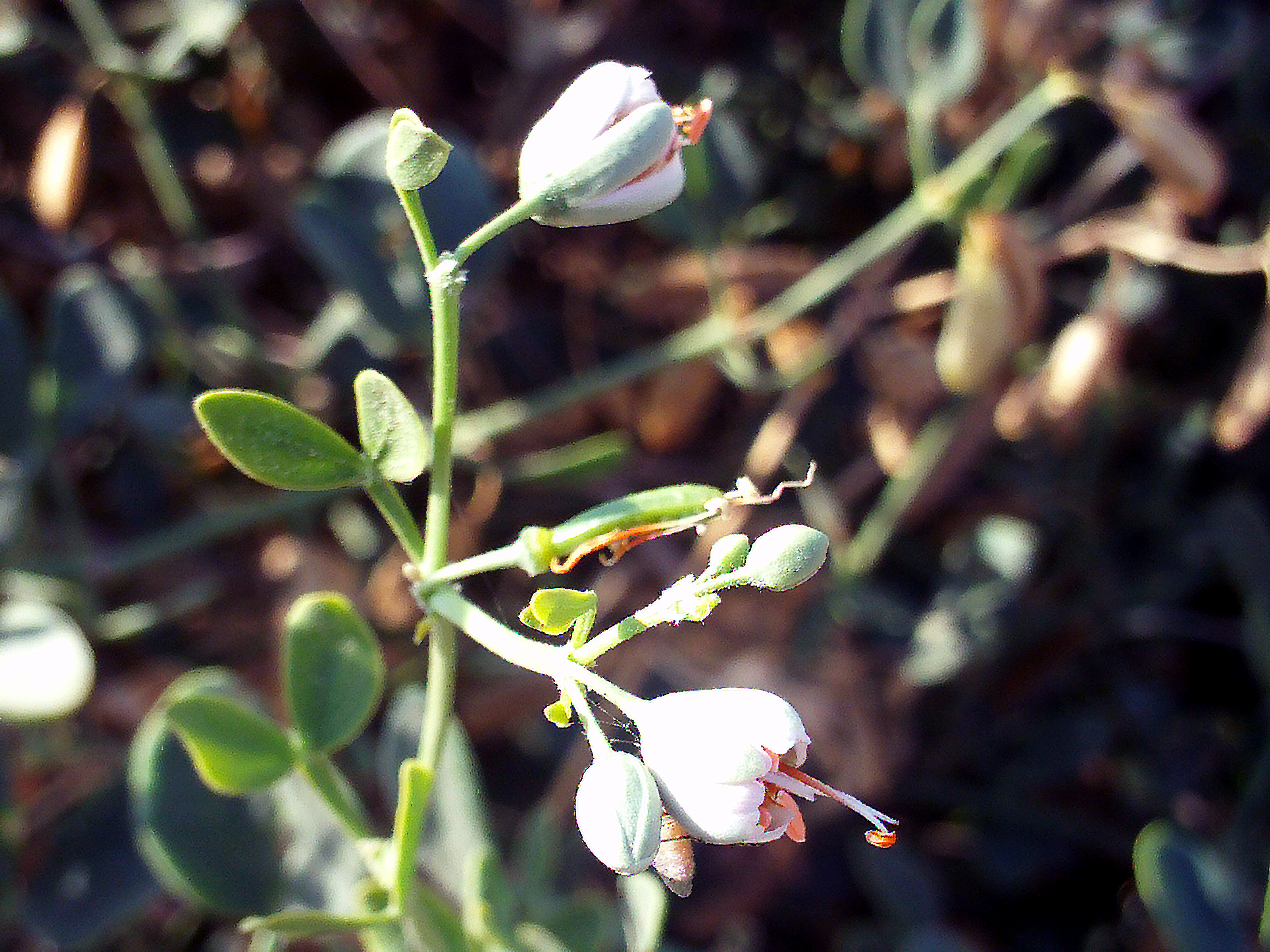
Zweig mit Blüten des Bohnenähnlichen Jochblattes (Zygophyllum fabago)

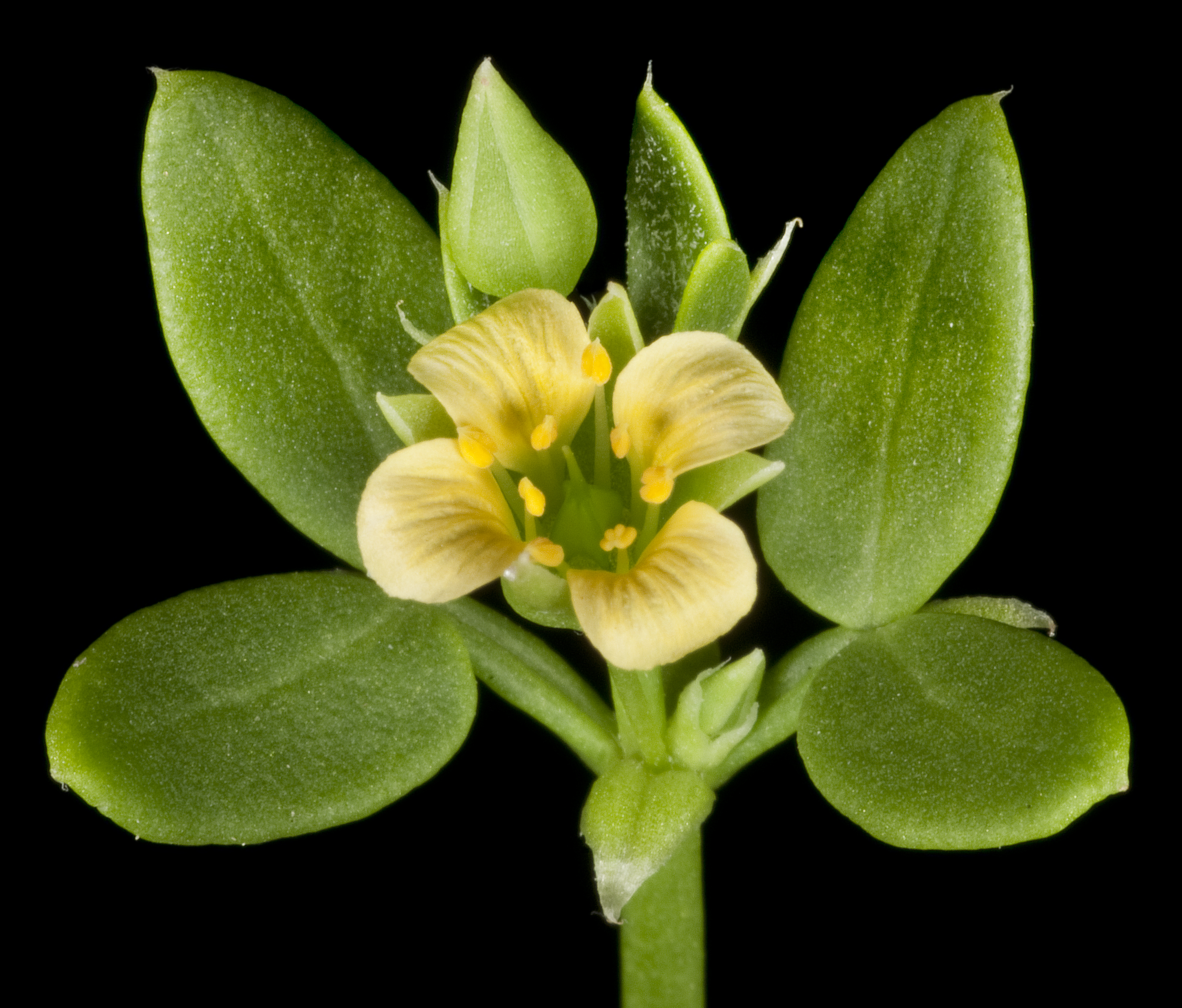
Zygophyllum fruticulosum

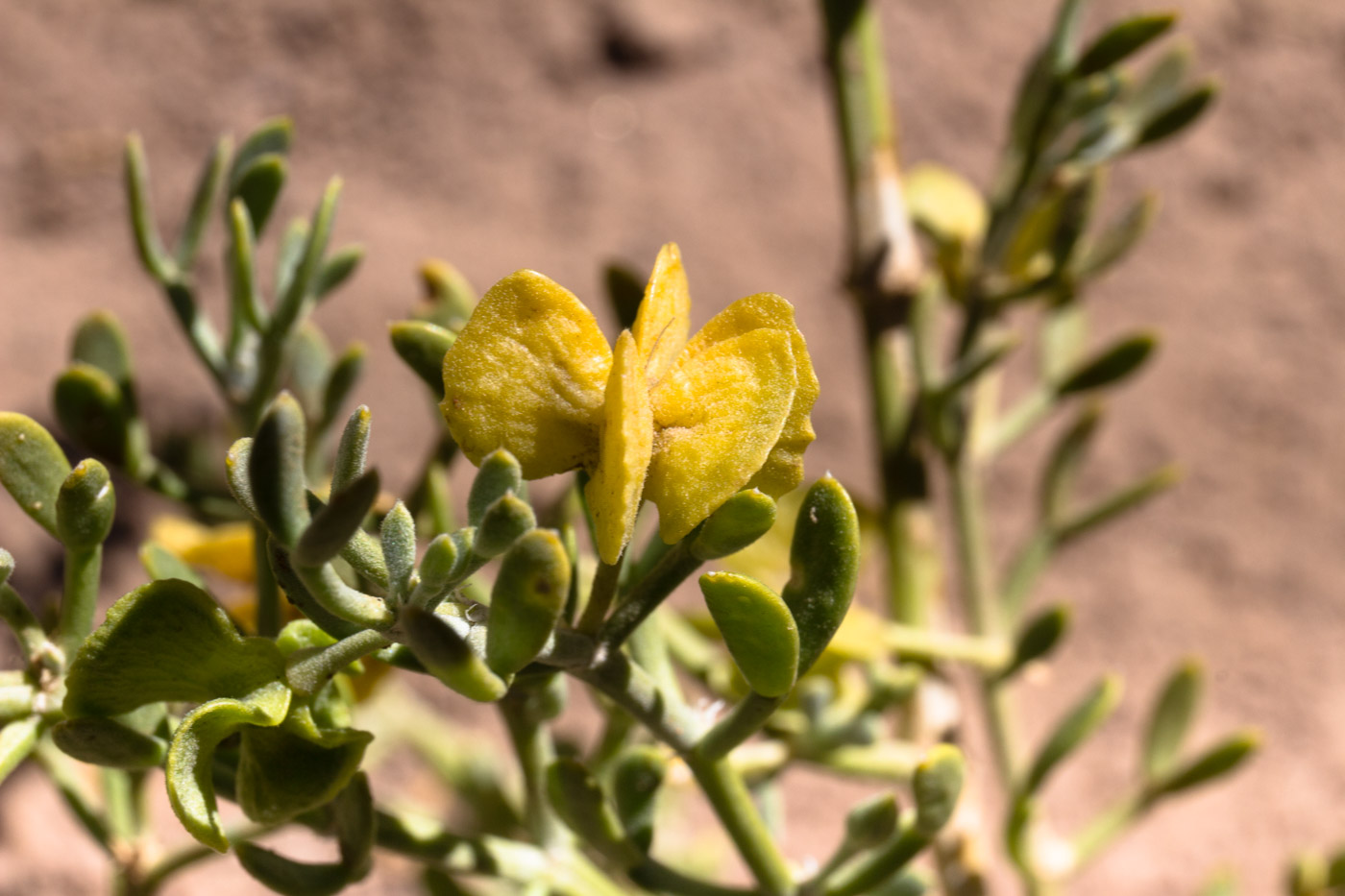
Zygophyllum morgsana

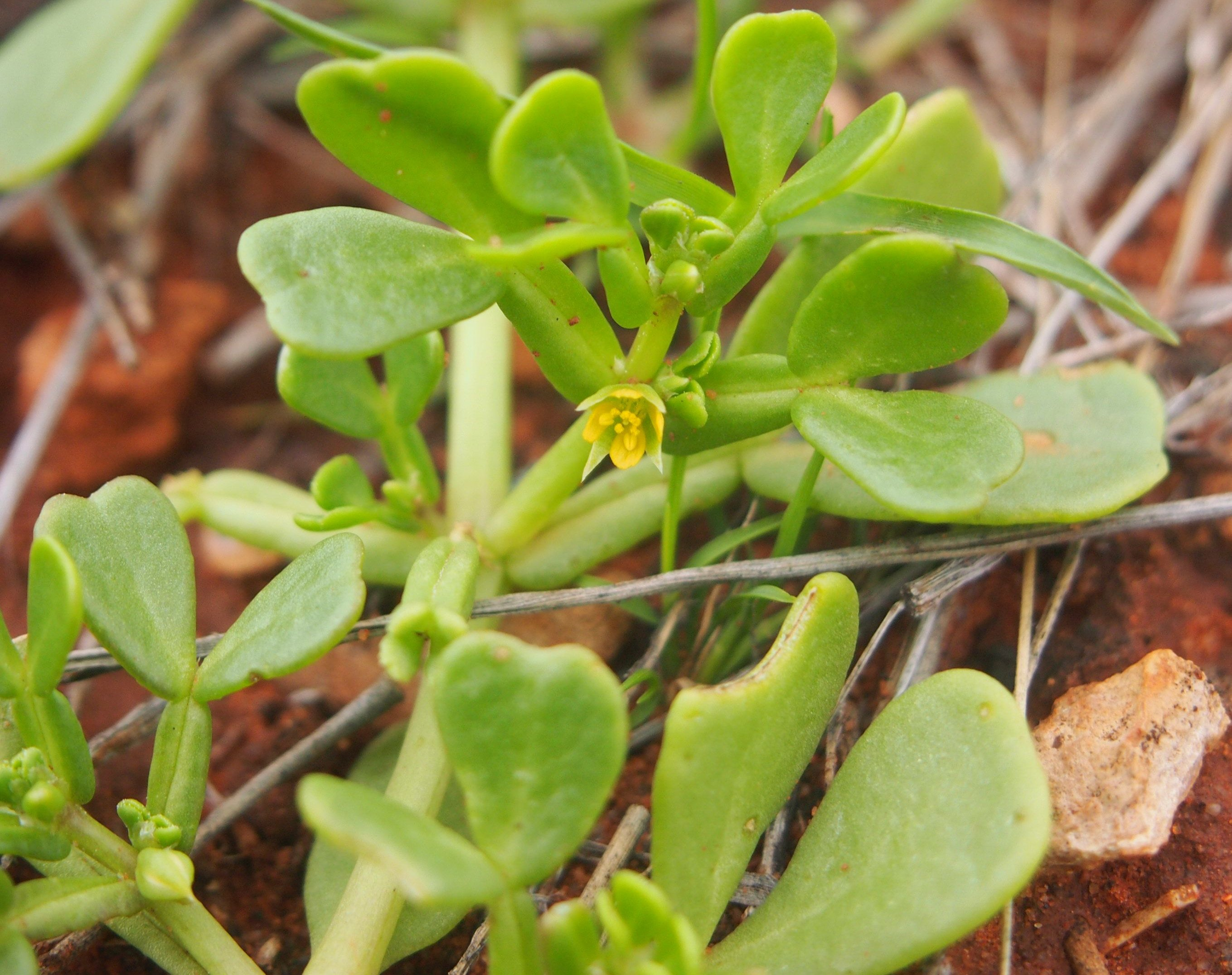
Zygophyllum prismatothecum

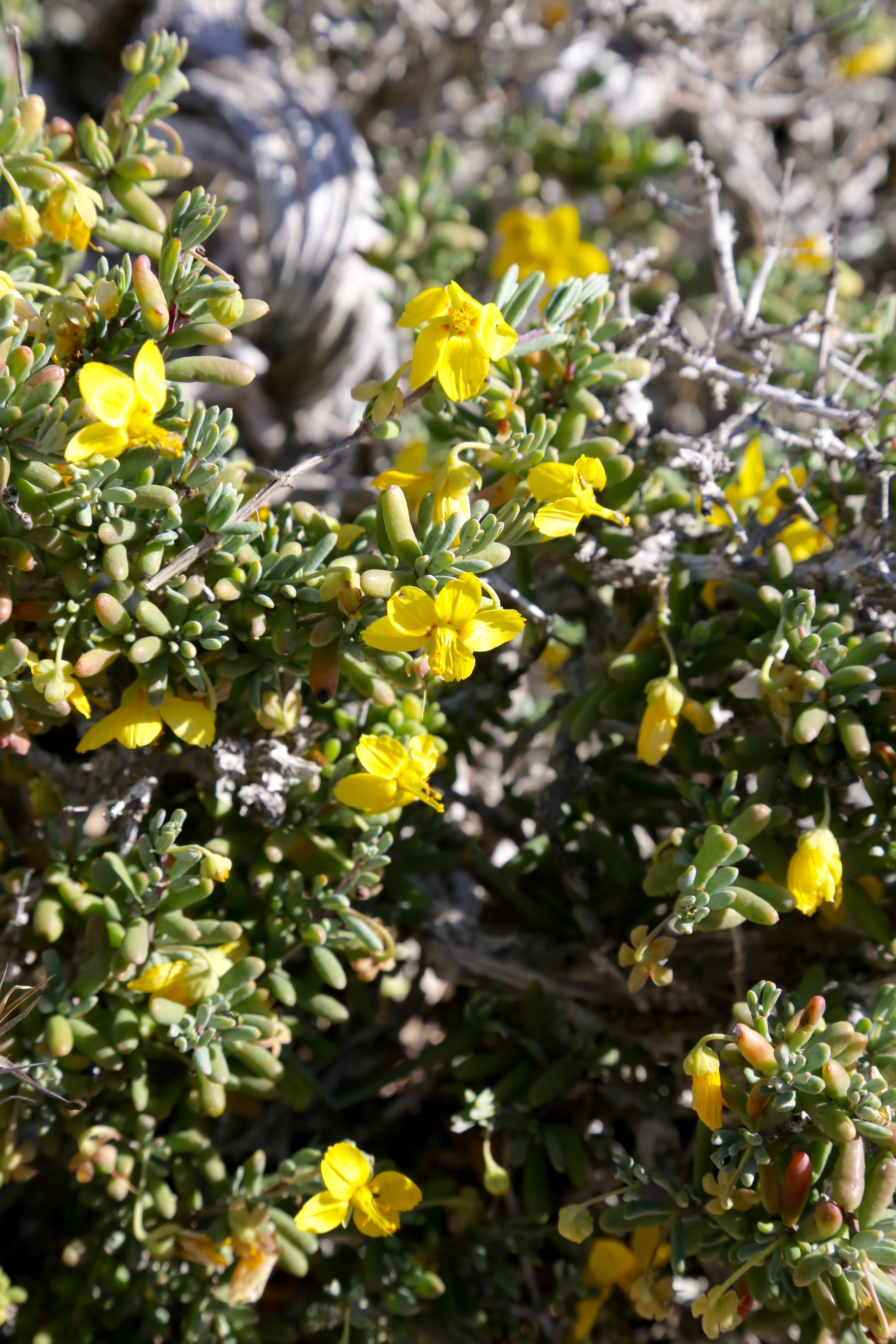
Zygophyllum spinosum

Es gibt etwa 150 Zygophyllum-Arten (inklusive der Tetraena- und Roepera-Arten):
- Zygophyllum aegyptium Hosny
- Zygophyllum aestuans L.
- Zygophyllum album L. f. (Syn.:Zygophyllum amblyocarpum Baker)
- Zygophyllum ammophilum F.Muell.
- Zygophyllum angustifolium H.Eichler
- Zygophyllum apiculatum F.Muell.
- Zygophyllum applanatum Van Zyl: Sie kommt nur im südlichen Namibia vor.[2]
- Zygophyllum atriplicoides Fisch. & C.A.Mey.: Sie kommt in Pakistan, Afghanistan, im Iran, in Armenien, Turkmenistan und im Kaukasusgebiet vor.[1]
- Zygophyllum aurantiacum (Lindl.) F.Muell.: Sie kommt in Australien vor.[7]
- Zygophyllum aureum Dinter ex Engl.
- Zygophyllum balchaschense Boriss.
- Zygophyllum betpakdalense Golosk. & Semiotr.
- Zygophyllum billardierei DC.
- Zygophyllum borissovae Beier & Thulin
- Zygophyllum botulifolium Van Zyl
- Zygophyllum brachypterum Kar. & Kir.: Sie kommt von Kasachstan über die Mongolei bis zu den chinesischen Provinzen Xinjiang sowie westliches Gansu vor.[3]
- Zygophyllum bucharicum B.Fedtsch.
- Zygophyllum capense Lam.
- Zygophyllum carnosum Wall.
- Zygophyllum chrysopteron Retief
- Zygophyllum clavatum Schltr. & Diels
- Zygophyllum coccineum L. (Syn.: Zygophyllum berenicense (Muschl.) Hadidi)
- Zygophyllum commelini Eckl. & Zeyh.
- Zygophyllum compressum J.M.Black
- Zygophyllum confluens H.Eichler
- Zygophyllum connaroides Wight & Arn. ex Hiern
- Zygophyllum cordatum Burm. f.
- Zygophyllum cordifolium L. f.
- Zygophyllum cornutum Coss.
- Zygophyllum crassifolium Schltr. ex Huysst.
- Zygophyllum crassissimum Ising
- Zygophyllum crenatum F.Muell.
- Zygophyllum cuspidatum Boriss.
- Zygophyllum cylindrifolium Schinz
- Zygophyllum darvasicum Boriss.
- Zygophyllum debile Cham.
- Zygophyllum decumbens Delile
- Zygophyllum desertorum Forssk.
- Zygophyllum dichotomum Licht. ex Cham.
- Zygophyllum divaricatum Eckl. & Zeyh.
- Zygophyllum dregeanum Sond.
- Zygophyllum dumosum Boiss.
- Zygophyllum eichleri R.M.Barker
- Zygophyllum emarginatum H.Eichler
- Zygophyllum englerianum (Popov) Popov
- Zygophyllum eremaeum Ostenf.
- Zygophyllum eurypterum Boiss. & Buhse: Sie kommt im Iran, in Afghanistan, Pakistan, Turkmenistan und Tadschikistan vor.[7]
- Zygophyllum fabagifolium Baill.
- Zygophyllum fabagineum St.-Lag.
- Bohnenähnliches Jochblatt (Zygophyllum fabago L.)
- Zygophyllum fabagoides Popov: Sie kommt in Kasachstan, Xinjiang und Gansu vor.[3]
- Zygophyllum fasciculatum Licht. ex Cham.
- Zygophyllum flavum H.Eichler ex R.M.Barker
- Zygophyllum flexuosum Eckl. & Zeyh.
- Zygophyllum foetidum Schrad. & J.C.Wendl.
- Zygophyllum fontanesii Webb & Berthel.
- Zygophyllum fruticulosum DC.
- Zygophyllum fulvum L.
- Zygophyllum furcatum Van Zyl
- Zygophyllum gaetulum Emb. & Maire
- Zygophyllum garipense E.Mey.
- Zygophyllum giessii Merxm. & A.Schreib.
- Zygophyllum gilfillanii N.E.Br.: Sie kommt in Südafrika vor.[7]
- Zygophyllum glaucescens F.Muell.
- Zygophyllum gobicum Maxim.: Sie kommt in Kasachstan, in der Mongolei, in der westlichen Inneren Mongolei und in den chinesischen Provinzen östliches Xinjiang, nördliches Gansu sowie Qinghai vor.[3]
- Zygophyllum gontscharovii Boriss.
- Zygophyllum guyotii Kneuck. & Muschl.
- Zygophyllum halophilum R.M.Barker
- Zygophyllum hamiense Schweinf.
- Zygophyllum heterocladum Rech. f. & Patzak
- Zygophyllum hildebrandtii Engl.
- Zygophyllum hirticaule Van Zyl
- Zygophyllum horridum Eckl. & Zeyh.
- Zygophyllum howittii F.Muell.
- Zygophyllum humillimum Max Koch ex Tate
- Zygophyllum ifniense Caball.
- Zygophyllum iliense Popov: Sie kommt in Kasachstan, in der westlichen Inneren Mongolei und in den chinesischen Provinzen Xinjiang sowie Gansu vor.[3]
- Zygophyllum incanum Schinz
- Zygophyllum incrustatum E.Mey. ex Sond.
- Zygophyllum insuave Eckl. & Zeyh.
- Zygophyllum iodocarpum F.Muell.
- Zygophyllum jaxarticum Popov: Sie kommt in Zentralasien in Kasachstan, Tadschikistan, Usbekistan, Turkmenistan und in Xinjiang vor.[3]
- Zygophyllum kansuense Y.X.Liou: Sie gedeiht in Wüsten auf Ebenen nur in Gansu.[3]
- Zygophyllum karatavicum Boriss.
- Zygophyllum karelinii Fisch. ex Boiss.
- Zygophyllum kegense Boriss.
- Zygophyllum kochii Tate
- Zygophyllum kopalense Boriss.
- Zygophyllum latialatum Engl.
- Zygophyllum laxum Engl.
- Zygophyllum lehmannianum Bunge
- Zygophyllum leptopetalum E.Mey. ex Sond.
- Zygophyllum leucocladum Diels
- Zygophyllum lichtensteinianum Cham.
- Zygophyllum limosum Eckl. & Zeyh.
- Zygophyllum lobulatum (Benth.) H.Eichler
- Zygophyllum loczyi Kanitz: Sie kommt in Kasachstan, in der westlichen Inneren Mongolei und in den chinesischen Provinzen Xinjiang, Gansu sowie Qinghai vor.[3]
- Zygophyllum longicapsulare Schinz
- Zygophyllum longistipulatum Schinz
- Zygophyllum macracanthum Huysst.
- Zygophyllum macrocarpon Retief
- Zygophyllum macrophyllum Regel & Schmalh.
- Zygophyllum macropodum  Boriss.: Sie kommt in Kasachstan und in Xinjiang vor.[3]
- Zygophyllum macropterum C.A.Mey.: Sie ist von Westasien über Russland, Kasachstan, Kirgisistan, Usbekistan, Turkmenistan, Tadschikistan bis Xinjiang verbreitet.[3]
- Zygophyllum maculatum Aiton
- Zygophyllum mandavillei Hadidi
- Zygophyllum maritimum Eckl. & Zeyh.
- Zygophyllum marliesiae R.M.Barker
- Zygophyllum marlothii Engl.
- Zygophyllum maximiliani Schltr. ex Huysst.
- Zygophyllum megacarpum Boriss.: Sie kommt im Iran, in Pakistan und in Russland vor.[1]
- Zygophyllum melongena Bunge
- Zygophyllum meyeri Sond.
- Zygophyllum microcarpum Boriss.
- Zygophyllum migahidii Hadidi
- Zygophyllum migiurtinorum Chiov.
- Zygophyllum miniatum Cham.
- Zygophyllum morgsana L.
- Zygophyllum mucronatum Maxim.: Sie kommt in der Mongolei, in der westlichen Inneren Mongolei und in den chinesischen Provinzen Gansu, Ningxia, Qinghai sowie Xinjiang vor.[3]
- Zygophyllum neglectum Grubov
- Zygophyllum obliquum Popov: Sie kommt in Kasachstan, Kirgisistan, Tadschikistan und in den chinesischen Provinzen Xinjiang sowie Gansu vor.[3]
- Zygophyllum obtusum Vicary
- Zygophyllum oocarpum Loes. ex Huysst.
- Zygophyllum orbiculatum Welw. ex Oliv.
- Zygophyllum ovatum Ewart & Jean White ex Bunge
- Zygophyllum oxianum Boriss.
- Zygophyllum oxycarpum Popov (Syn.: Zygophyllum budunense Semiotr.): Sie kommt in Kasachstan und in Xinjiang vor.[3]
- Zygophyllum pamiricum Grubov
- Zygophyllum parvifolium G.Don
- Zygophyllum pfeilii Engl.
- Zygophyllum pinnatum Cham.
- Zygophyllum potaninii Maxim.: Sie kommt im östlichen Kasachstan, in der Mongolei, in der westlichen Inneren Mongolei und in den chinesischen Provinzen Xinjiang sowie Gansu vor.[3][7]
- Zygophyllum prismatocarpum Sond.
- Zygophyllum prismatothecum F.Muell.
- Zygophyllum procumbens Adamson
- Zygophyllum proliferum Forssk.
- Zygophyllum propinquum Decne. (Syn.: Zygophyllum boulosii Hosny)
- Zygophyllum prostratum Thunb.
- Zygophyllum pterocarpum Bunge (Syn.: Zygophyllum altaicum Stephan ex Ledeb.): Sie kommt in Kasachstan, in Sibirien, in der Mongolei, in der westlichen Inneren Mongolei und in den chinesischen Provinzen Xinjiang sowie Gansu vor.[3]
- Zygophyllum pterocaule Van Zyl
- Zygophyllum pubescens Schinz
- Zygophyllum pygmaeum Eckl. & Zeyh.
- Zygophyllum qatarense Hadidi
- Zygophyllum ramosissimum Popov
- Zygophyllum rangei Engl.
- Zygophyllum retivalve Domin
- Zygophyllum retrofractum Thunb.
- Zygophyllum rigescens E.Mey.
- Zygophyllum rigidum Schinz
- Zygophyllum robecchii Engl.
- Zygophyllum rogersii Compton
- Zygophyllum rosowii Bunge: Die etwa zwei Varietäten kommen in Kasachstan, Kirgisistan, Tadschikistan, in der Mongolei, Inneren Mongolei und in den chinesischen Provinzen Xinjiang sowie Gansu vor.[3]
- Zygophyllum rowelliae R.M.Barker
- Zygophyllum schaeferi Engl.
- Zygophyllum schreiberianum Merxm. & Giess
- Zygophyllum semiteres Eckl. & Zeyh.
- Zygophyllum sessilifolium L.
- Zygophyllum sieversianum Stephan ex Ledeb.
- Zygophyllum simile H.Eichler
- Zygophyllum simplex L.: Sie kommt in Afrika, in Indien, im Iran, Pakistan, in Westasien und auf den Kapverden vor.[1]
- Zygophyllum sinkiangense Y.X. Liou: Sie kommt nur in Xinjiang vor.[3]
- Zygophyllum smithii Hadidi
- Zygophyllum somalense Hadidi
- Zygophyllum sonderi H.Eichler
- Zygophyllum spatulatum D.Don
- Zygophyllum sphaerocarpum Schltr. ex Huysst.
- Zygophyllum spinosum L.
- Zygophyllum stapfii Schinz: Sie kommt in der Namib in Namibia vor.
- Zygophyllum stellulatum C.Sm.
- Zygophyllum stenopterum Schrenk
- Zygophyllum subtrijugum C.A.Mey.
- Zygophyllum succulentum Salisb.
- Zygophyllum suffruticosum Schinz
- Zygophyllum sulcatum Huysst.
- Zygophyllum taldykurganicum Boriss.
- Zygophyllum tenue R.Glover
- Zygophyllum teretifolium Schltr.
- Zygophyllum terminale Turcz.
- Zygophyllum tesquorum J.M.Black
- Zygophyllum tetrapterum H.Eichler ex R.M.Barker
- Zygophyllum thunbergianum Eckl. & Zeyh.
- Zygophyllum trialatum Fisch. ex Boiss.
- Zygophyllum typicum (Popov) C.Regel
- Zygophyllum uitenhagense Sond.
- Zygophyllum waterlotii Maire
- Zygophyllum webbianum Coss.
- Zygophyllum xanthoxylum (Bunge) Maxim.: Sie kommt in der Mongolei, in der westlichen Inneren Mongolei und in den chinesischen Provinzen Xinjiang, westliches Gansu, Hebei, westliches Ningxia sowie Qinghai vor.[3]

- Zygophyllum zonuzensis Sabeti

Nicht mehr zu dieser Gattung gehören:
- Zygophyllum australasicum Miq. → Nitraria schoberi L.